# 빅토르 피셰르
빅토르 피셰르(Viktor Fischer, 1994년 6월 9일 ~ )는 덴마크의 은퇴한 축구 선수이다. 과거 공격형 미드필더 또는 윙어로 활약했다.